# Seigneux
Seigneux est une localité et une ancienne commune suisse du canton de Vaud, située dans la commune de Valbroye et le district de la Broye-Vully.

## Histoire
Siegneux fut mentionné vers 1216-1250 sous le nom de Simuus. On y trouve une probable motte médiévale au lieu-dit Les Combes. Au XIIe siècle, l'évêque de Lausanne vendit à un noble de Dompierre la terre de Seigneux, que l'évêque Guillaume d'Ecublens racheta entre 1221 et 1229. Une partie du village resta à Dompierre comme fief qui passera ensuite aux seigneurs d'Estavayer, Jean le reconnaissant en 1558 après en avoir hérité de Claude, évêque de Belley. Les seigneurs de Villarzel et de Combremont-le-Grand avaient aussi des biens à Seigneux. Rattaché au domaine épiscopal de Lucens, le village était administré par son châtelain. Sous le régime bernois, il fit partie du gouvernement de Payerne (1536-1798), passa au district fribourgeois de Payerne (1798-1802), puis au district vaudois homonyme (1803-2006).
Seigneux releva de la paroisse de Dompierre (Vaud) jusqu'en 2000, lorsqu'elle fut réunie à celle de Granges-près-Marnand. La chapelle Saint-Jacques fut construite en 1415. Une fabrique de machines fut bâtie à Treize-Cantons. Le plan de zone date de 1981. En 2000, près des trois quarts de la population active étaient des pendulaires. En 2005, le secteur primaire offrait presque 32 % des emplois, le secondaire 53 %.
Lors des référendums du 15 juin 2010, les communes de Cerniaz, Combremont-le-Grand, Combremont-le-Petit, Granges-près-Marnand, Marnand, Sassel, Seigneux et Villars-Bramard ont validé une fusion pour former une nouvelle commune Valbroye qui a vu le jour au 1er juillet 2011.

## Géographie
Située sur la rive droite de la Broye, la commune comprenait, outre le village-rue de Seigneux, le hameau de Treize-Cantons sur la route Lausanne-Payerne.

## Démographie
Seigneux compte 14 feux en 1558 puis 190 habitants en 1764, 324 en 1850, 284 en 1900, 226 en 1950 et 276 en 2000.